# Veronica Fanciulli
Veronica Fanciulli (Civitavecchia, 14 febbraio 1994) è una velista italiana, medaglia d'argento nel windsurf ai Giochi olimpici giovanili del 2010.

## Biografia
Inizia con il nuoto a livello agonistico sin da piccola, per poi avvicinarsi alla vela e al windsurf all'età di dodici anni nel centro della Lega Navale di Civitavecchia (Roma). Di li a poco, dà il via la sua carriera agonistica, cui seguono successi a livello italiano e mondiale giovanile. Il miglior piazzamento nel 2010, dove si classifica seconda ai Giochi olimpici giovanili estivi. È diplomata al Liceo Scientifico delle Scienze Applicate “Guglielmo Marconi” di Civitavecchia.

## Carriera
Dopo aver ottenuto la medaglia d'argento a Singapore nel 2010, vince la medaglia d'oro al Campionato mondiale giovanile di windsurf 2011 in Croazia e la medaglia di bronzo nel Campionato mondiale giovanile di windsurf 2012 in Irlanda.
Nel 2011 partecipa per la prima volta ai Campionati mondiali di windsurf assoluti giungendo 56ª.